# Горбово (Новгород-Северский район)
Го́рбово (укр. Горбове) — село в Новгород-Северском районе Черниговской области Украины. Административный центр Горбовской сельской рады.
Население — 356 человек. Занимает площадь 1,73 км².
Почтовый индекс: 16062. Телефонный код: +380 4658.
На Горбовском городище стена на северо-востоке была сооружена во второй—третьей четверти X века. В конце X века укрепления были усилены. На поселении роменской культуры у села Горбово древнерусская керамика «шестовицкого типа» появляется во второй четверти X века. Её процент растёт до гибели поселения в начале XI века, когда круговая посуда становится преобладающей.

## Власть
Орган местного самоуправления — Горбовский сельский совет. Почтовый адрес: 16062, Черниговская обл., Новгород-Северский р-н, с. Горбово, ул. Школьная, 25.